# Hydrangeaceae
Hydrangeaceae Dumort., 1829 è una famiglia di piante angiosperme appartenente all'ordine Cornales.

## Tassonomia
La famiglia comprende i seguenti generi:
- Carpenteria Torr.
- Deutzia Thunb.
- Fendlera Engelm. & A.Gray
- Fendlerella A.Heller
- Hydrangea Gronov. ex L.
- Jamesia Torr. & A.Gray
- Kirengeshoma Yatabe
- Philadelphus L.
- Whipplea Torr.